# Arboretum de Sibang
L'arboretum de Sibang est un arborétum situe dans le 3ème arrondissement de  Libreville au Gabon.

## Description
Créé le 31 mars 1954 à l'intérieur de Libreville l'arboretum s'étend sur plus de 16 hectares de forêt équatoriale.
Le terrain, relativement plat, est limité au nord par la route de Nzeng-Ayong, au sud et, a l'ouest, par un mur de béton et a l'Est par la rivière Adoung.
La foret est à une quarantaine de kilomètres de l'équateur, le climat est chaud et humide toute l'année avec cependant deux saisons sèches et deux saisons humides plus ou moins marquées.
Comptant près de 170 espèces d'arbres différentes, ce laboratoire naturel permet de préserver, de contrôler et de conserver une forêt qui se développe pratiquement à l'état naturel.
L'arboretum abrite de nombreuses essences dont un gigantesque Okoumé qui a été planté au début du XXe siècle ou une plante géante Amorphophallus ainsi qu'une Liane Géante Cœur de la mer.
Le joyau est sans conteste, un arbre Duboscia macrocarpa qui sert d'arbre fétiche.
L'arboretum  constitue autant un échantillonnage de la foret gabonaise et une mémoire des traditions orales. Ce lieu de recherche est placé sous la tutelle du CENA.REST (Centre national de la recherche scientifique et technologique) et de l'IPHAMETRA (Institut de Pharmacopée et de Médecine traditionnelle).

## Visites
L'Arboretum de Sibang est ouvert au public du lundi au vendredi de 9h à 15h.
la visite est guidée et se fait par petits groupes.